# Orient (relógio)
The Orient Watch Company, Limited (オリエント時計株式会社, Oriento Tokei Kabushikigaisha) é uma companhia japonesa dedicada à produção de relógios. É subsidiária da Seiko Epson Corporation desde 2001 e subsidiária independente desde 2009. A companhia produz relógios de quartzo e mecânicos, mas concentra seus esforços de marketing com 55% de suas vendas internacionais com relógios mecânicos.

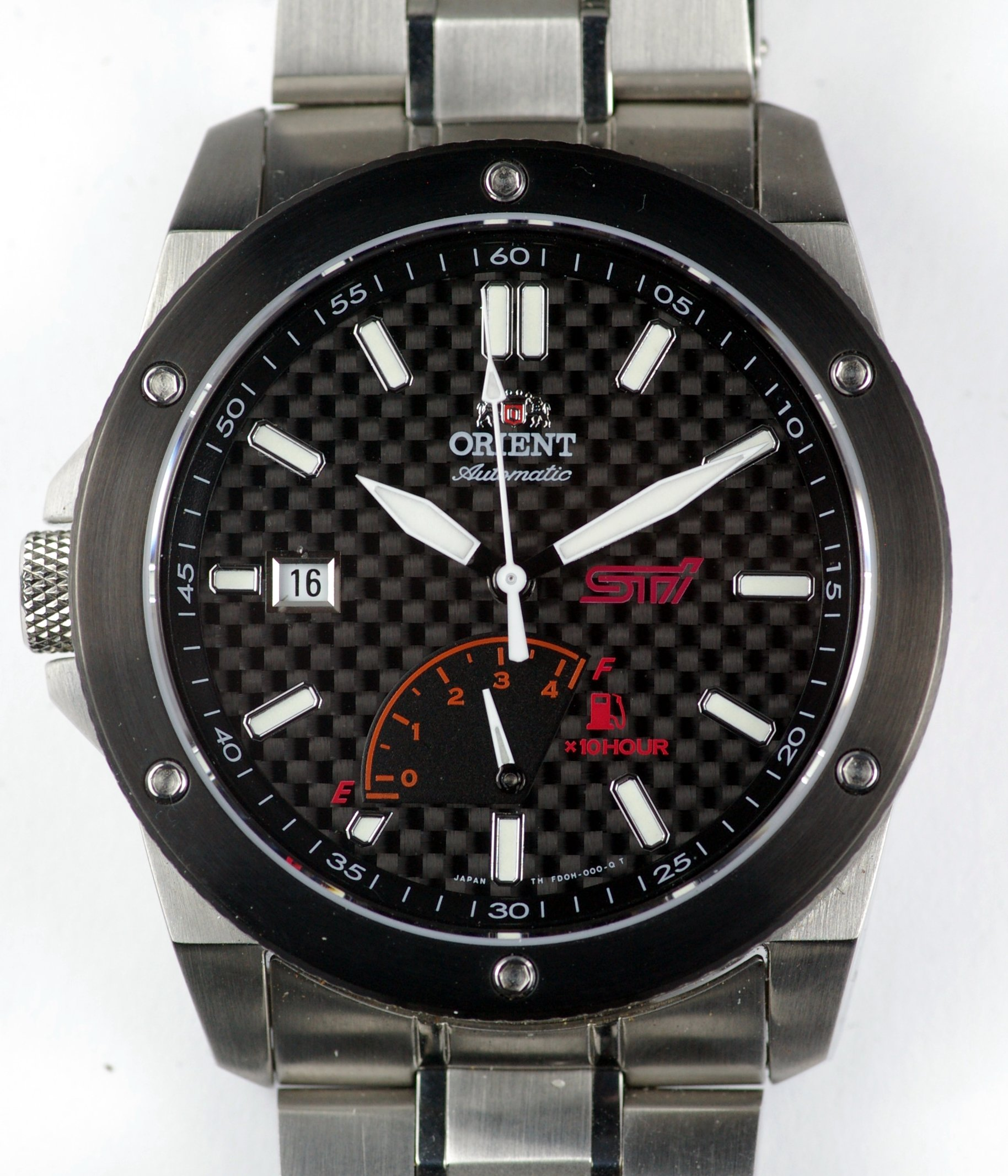
Um relógio mecânico Orient

A companhia foi fundada em Tóquio em julho de 1950; suas raízes no entanto remontam a 1901, quando Shogoro Yoshida abriu uma relojoaria em Ueno. Depois em 1912 começa a produzir relógios com caixa de outro e começa a ser referência e abre uma fábrica em 1934. Com a decorrência da Segunda Guerra Mundial, foi obrigada a fechar a fábrica. Mas em 1950 surge Tama Keiki, e em 1951 surge a Orient Company Ltda., e lança a sua primeira coleção "Orient Star" em 1964.
Em sua história de 60 anos, a companhia contribuiu com diversos avanços tecnológicos na eficiência relojoeira.
Em meados de 1960, a Orient Relógios lançou os modelos automáticos. Tradicionais e caros, esses relógios de pulso são fabricados quase artesanalmente o que encarece um pouco a peça. Com funcionamento a base de molas, atualmente, a Orient Relógios oferece 5 linhas de relógios de pulso automáticos.
Nessa época, foi lançado os relógios de quartzo. Mais precisos e estáveis, eles são mais baratos e utilizam bateria. Analógico, digital ou analógico-digital.

## No Brasil
O Brasil foi o primeiro e ainda único país a ter uma montadora de Relógios Orient fora do seu país de origem, isso em Manaus em 1978 com funcionários treinados no Japão. A partir daí, a grife se tornou a maior fabricante de relógios automáticos do país e uma das marcas mais lembradas pelos brasileiros, o que acabou rendendo várias premiações do Top of Mind (pesquisa popular sobre marcas realizada anualmente). Por este motivo muitas pessoas acreditavam que a marca era brasileira, tamanha a sua popularidade, Ela faz coleções para o mercado interno e comercializa também para o mercado global.
Na região nordeste, principalmente no interior, é muito comum ver os relógios automáticos Orient 3 estrelas no pulso dos mais velhos, e dos trabalhadores do campo. Antes de fazer parte do mesmo conglomerado, seu maior concorrente na área dos automáticos era o modelo "Seiko 5", também conhecido por sua qualidade e popularidade, e é um dos relógios mais comercializados na internet, por exemplo.